# 沈金伦
沈金伦（1960年1月—），湖北省荆州市江陵县秦市乡人，中國人民武裝警察部隊森林指挥部司令员，少將警衔，研究生学历。
1979年3月入伍。1980年4月加入中国共产党。1999年3月至2001年1月在国防大学基本系指挥员班学习。1987年至2008年间数次荣立三等功。2010年7月晋升武警少将警衔。
歷仼武警湖北总队武汉市支队战士、武汉市支队一中队司务长、武汉市支队七中队副指导员，湖北总队后勤部军需助理员、湖北总队军需处处长、后勤部副部长，武警森林指挥部后勤部副部长、部长，武警森林指挥部副主任、武警部队后勤部副部长（2011年至2014年底）、武警森林指挥部司令员（正军级）。
国家森林防火指挥部（国家森防指）专家组副组长、“五联”工作领导小组常务副组长。